# اکوسی فوبی-ادوسی
اکوسی فوبی-ادوسی (انگلیسی: Akwasi Fobi-Edusei؛ زادهٔ ۱۲ سپتامبر ۱۹۸۶) بازیکن فوتبال اهل بریتانیا است.
از باشگاه‌هایی که در آن بازی کرده‌است می‌توان به باشگاه فوتبال مارگیت، باشگاه فوتبال کراولی داون گاتویک، باشگاه فوتبال هورشم، باشگاه فوتبال ایست تاروک یونایتد، باشگاه فوتبال گیلینگام، باشگاه فوتبال تونبریج آنجلز، باشگاه فوتبال برجس هیل تاون، باشگاه فوتبال ولینگ یونایتد، باشگاه فوتبال والتون اند هرشام، باشگاه فوتبال رامزگیت، باشگاه فوتبال فارن‌بورو، و باشگاه فوتبال هاستینگز یونایتد اشاره کرد.